# Burgstall Schweppermannsburg
Der Burgstall Schweppermannsburg, auch als Burg Thierenstein bezeichnet, befindet sich in der Nähe von Nattershofen, einem Ortsteil der Oberpfälzer Gemeinde Lauterhofen im Landkreis Neumarkt in der Oberpfalz von Bayern. Der Burgstall der Höhenburg liegt auf dem Dietrichstein, 1275 m westnordwestlich von Nattershofen und 1075 m südsüdwestlich von Hillohe. Der Fundplatz wird von Bayerischen Landesamt für Denkmalpflege unter der Denkmalnummer D-3-6635-0052 und der Beschreibung „mittelalterlicher Burgstall“geführt.

## Beschreibung
Die Mauerreste auf dem Dietrichstein sind erst in rezenter Zeit errichtet worden, dabei wurden aber behauene Steine und Quader älteren Datums wiederverwendet. Spuren einer Berme und eines Grabens sind noch vorhanden. Bis zum Burgstall sich hinziehende Ackerraine weisen auf eine ackerbauliche Nutzung des heute von einem Wald überwachsenen Geländes hin.

## Geschichte
Zu Tyrstein (Dürrstein oder Dietrichstein) wurden als einem Grenzpunkte des Landgerichtes Hirschberg regelmäßig Landgerichtssitzungen gehalten, so etwa 1339. In einer Urkunde von 1404 heißt es zum letzten Mal: „gegeben zu der Freienstadt in all den maß, als das Landgericht eher gewesen ist zu dem Tirstein“. Ein Adelsgeschlecht von Tyrstein ist bis jetzt urkundlich nicht nachgewiesen.